# Liste der Deutschen Meister im 110-Meter-Hürdenlauf
Im 110-Meter-Hürdenlauf gibt es zehn Hürden von jeweils 1,067 m Höhe. Der Anlauf bis zur ersten Hürde beträgt 13,72 m, die Abstände zwischen den Hürden betragen jeweils 9,14 m, der Auslauf zum Ziel nach der letzten Hürde 14,02 m. Die Disziplin ist den Männern vorbehalten. Bei den Frauen wird als kurze Hürdenstrecke der 100-Meter-Hürdenlauf – bis 1968 der der 80-Meter-Hürdenlauf – angeboten.
Die 110 m Hürden werden bei Deutschen Meisterschaften seit 1903 ausgetragen. Bis 1907 war die Hürdenhöhe in Deutschland mit genau 1,00 m etwas geringer als bei internationalen Wettbewerben. 1914, 1944 und 1945 fanden kriegsbedingt keine Meisterschaften statt.

## Deutscher Meisterschaftsrekord
| 13,05 s | Florian Schwarthoff (TV Heppenheim) | Bremen | 2. Juli 1995 |

## Gesamtdeutsche Meister seit 1991 (DLV)
| Jahr | Ort                 | Datum     | Athlet                                           | Zeit [s]          |
| ---- | ------------------- | --------- | ------------------------------------------------ | ----------------- |
| 2025 | Dresden             | 29. Juni  | Gregory Minoue (TV Kalkum-Wittlaer)              | 13,48 / −0,4      |
| 2024 | Braunschweig        | 29. Juni  | Manuel Mordi (Hamburger SV)                      | 13,54 / +0,6      |
| 2023 | Kassel              | 8. Juli   | Manuel Mordi (Hamburger SV)                      | 13,77 / +0,1      |
| 2022 | Berlin              | 25. Juni  | Martin Vogel (LAC Erdgas Chemnitz)               | 13,74 / −0,3      |
| 2021 | Braunschweig        | 5. Juni   | Erik Balnuweit (TV Wattenscheid 01)              | 13,61 / +0,4      |
| 2020 | Braunschweig        | 9. August | Matthias Bühler (TV Haslach)                     | 13,62 / +0,2      |
| 2019 | Berlin              | 3. August | Gregor Traber (LAV Stadtwerke Tübingen)          | 13,68 / +1,5      |
| 2018 | Nürnberg            | 21. Juli  | Gregor Traber (LAV Stadtwerke Tübingen)          | 13,37 / −0,1      |
| 2017 | Erfurt              | 8. Juli   | Matthias Bühler (TSG 1862 Weinheim)              | 13,50 / −1,2      |
| 2016 | Kassel              | 18. Juni  | Matthias Bühler (TSG 1862 Weinheim)              | 13,44 / +0,3      |
| 2015 | Nürnberg            | 25. Juli  | Gregor Traber (VfB Stuttgart)                    | 13,32 / +0,4      |
| 2014 | Ulm                 | 26. Juli  | Matthias Bühler (LG Offenburg)                   | 13,20 / +3,4      |
| 2013 | Ulm                 | 6. Juli   | Matthias Bühler (LG Offenburg)                   | 13,49 / −1,2      |
| 2012 | Bochum-Wattenscheid | 16. Juni  | Alexander John (LAZ Leipzig)                     | 13,53 / +1,6      |
| 2011 | Kassel              | 23. Juli  | Matthias Bühler (LG Offenburg)                   | 13,66 / −1,0      |
| 2010 | Braunschweig        | 17. Juli  | Matthias Bühler (LG Offenburg)                   | 13,59 / +0,1      |
| 2009 | Ulm                 | 4. Juli   | Matthias Bühler (LG Offenburg)                   | 13,36 / +0,7      |
| 2008 | Nürnberg            | 5. Juli   | Thomas Blaschek (LAZ Leipzig)                    | 13,52 / +0,5      |
| 2007 | Erfurt              | 21. Juli  | Thomas Blaschek (LAZ Leipzig)                    | 13,59 / −0,5      |
| 2006 | Ulm                 | 15. Juli  | Thomas Blaschek (LAZ Leipzig)                    | 13,38 / +1,0      |
| 2005 | Bochum-Wattenscheid | 2. Juli   | Thomas Blaschek (LAZ Leipzig)                    | 13,49 / +0,6      |
| 2004 | Braunschweig        | 10. Juli  | Mike Fenner (TV Wattenscheid)                    | 13,54 / ±0,0      |
| 2003 | Ulm                 | 28. Juni  | Jérôme Crews (TV Wattenscheid 01)                | 13,54 / −0,8      |
| 2002 | Bochum-Wattenscheid | 7. Juli   | Florian Schwarthoff (OSC Berlin)                 | 13,69 / +0,5      |
| 2001 | Stuttgart           | 1. Juli   | Mike Fenner (TV Wattenscheid)                    | 13,49             |
| 2000 | Braunschweig        | 30. Juli  | Florian Schwarthoff (ABC Ludwigshafen)           | 13,42 / −0,6      |
| 1999 | Erfurt              | 4. Juli   | Florian Schwarthoff (ABC Ludwigshafen)           | 13,28 / −0,5      |
| 1998 | Berlin              | 5. Juli   | Falk Balzer (TuS Jena)                           | 13,27 / −1,0      |
| 1997 | Frankfurt am Main   | 29. Juni  | Florian Schwarthoff (LAC Quelle Fürth / München) | 13,23 / −0,3      |
| 1996 | Köln                | 23. Juni  | Florian Schwarthoff (LAC Quelle Fürth / München) | 13,20 / +0,5      |
| 1995 | Bremen              | 2. Juli   | Florian Schwarthoff (TV Heppenheim)              | 13,05 / −0,8 (DR) |
| 1994 | Erfurt              | 2. Juli   | Florian Schwarthoff (TV Heppenheim)              | 13,34 / −0,9      |
| 1993 | Duisburg            | 10. Juli  | Dietmar Koszewski (LAC Halensee Berlin)          | 13,56 / +2,2      |
| 1992 | München             | 20. Juni  | Florian Schwarthoff (TV Heppenheim)              | 13,25 / +0,7      |
| 1991 | Hannover            | 27. Juli  | Florian Schwarthoff (TV Heppenheim)              | 13,43 / −1,4      |

## Meister in derBundesrepublik Deutschland(DLV) bzw. derTrizone/ Meister in derDDRbzw. derSBZ(DVfL) von 1948 bis 1990
| Jahr | Bundesrepublik Deutschland | Bundesrepublik Deutschland | Bundesrepublik Deutschland                  | Bundesrepublik Deutschland | DDR                       | DDR                  | DDR                                        | DDR      |
| Jahr | Ort                        | Datum                      | Athlet                                      | Zeit [s]                   | Ort                       | Datum                | Athlet                                     | Zeit [s] |
| ---- | -------------------------- | -------------------------- | ------------------------------------------- | -------------------------- | ------------------------- | -------------------- | ------------------------------------------ | -------- |
| 1990 | Düsseldorf                 | 11. August                 | Florian Schwarthoff (TV Heppenheim)         | 13,45 / −1,4               |                           |                      | Holger Pohland (SC DHfK Leipzig)           |          |
| 1989 | Hamburg                    | 12. August                 | Dietmar Koszewski (LAC Halensee Berlin)     | 13,63 / −1,6               |                           |                      | Holger Pohland (SC DHfK Leipzig)           |          |
| 1988 | Frankfurt/M.               | 23. Juli                   | Florian Schwarthoff (LG Erlangen)           | 13,50 / +1,2               |                           |                      | Holger Pohland (SC DHfK Leipzig)           |          |
| 1987 | Gelsenkirchen              | 11. Juli                   | Florian Schwarthoff (LG Erlangen)           | 13,79 / +1,6               |                           |                      | Andreas Oschkenat (SC Dynamo Berlin)       |          |
| 1986 | Berlin                     | 12. Juli                   | Siegfried Wentz (USC Mainz)                 | 13,76 / +1,4               |                           |                      | Holger Pohland (SC DHfK Leipzig)           |          |
| 1985 | Stuttgart                  | 3. August                  | Michael Radzey (MTG Mannheim)               | 13,78 / −0,5               | Leipzig                   | 9. bis 11. August    | Oliver Grawe (SC Magdeburg)                | 14,37    |
| 1984 | Düsseldorf                 | 23. Juni                   | Peter Scholz (Eintracht Frankfurt)          | 13,99 / −0,5               | Erfurt                    | 1. bis 3. Juni       | Thomas Munkelt (SC DHfK Leipzig)           | 13,51    |
| 1983 | Bremen                     | 26. Juni                   | Axel Schaumann (LG Kappelberg)              | 13,73 / ±0,0               | Karl-Marx-Stadt/ Chemnitz | 16. bis 18. Juni     | Thomas Munkelt (SC DHfK Leipzig)           | 13,48    |
| 1982 | München                    | 25. Juli                   | Karl-Werner Dönges (VfL Sindelfingen)       | 13,57 / +0,9 (BR)          | Dresden                   | 30. Juni bis 3. Juli | Thomas Munkelt (SC DHfK Leipzig)           | 13,65    |
| 1981 | Gelsenkirchen              | 19. Juli                   | Karl-Werner Dönges (VfL Sindelfingen)       | 13,56 / +4,7               | Jena                      | 7. bis 9. August     | Andreas Schlißke (SC Karl-Marx-Stadt)      | 13,65    |
| 1980 | Hannover                   | 17. August                 | Dieter Gebhard (SV Salamander Kornwestheim) | 14,02 / −0,72              | Cottbus                   | 16. bis 18. Juli     | Thomas Munkelt (SC DHfK Leipzig)           | 13,41    |
| 1979 | Stuttgart                  | 12. August                 | Karl-Werner Dönges (VfL Sindelfingen)       | 13,85 / 0,4                | Karl-Marx-Stadt/ Chemnitz | 9. bis 12. August    | Thomas Munkelt (SC DHfK Leipzig)           | 13,60    |
| 1978 | Köln                       | 13. Mai                    | Guido Kratschmer (USC Mainz)                | 13,90 / +0,4               |                           |                      | Thomas Munkelt (SC DHfK Leipzig)           |          |
| 1977 | Hamburg                    | 7. August                  | Dieter Gebhard (SV Salamander Kornwestheim) | 13,98 / +1,6               |                           |                      | Thomas Munkelt (SC DHfK Leipzig)           |          |
| 1976 | Frankfurt/M.               | 15. August                 | Rolf Ziegler (SKV Eglosheim)                | 14,08 / ±0,0               |                           |                      | Thomas Munkelt (SC DHfK Leipzig)           |          |
| 1975 | Gelsenkirchen              | 29. Juni                   | Dieter Gebhard (SV Salamander Kornwestheim) | 14,14 / −2,6               |                           |                      | Thomas Munkelt (SC DHfK Leipzig)           |          |
| 1974 | Hannover                   | 28. Juli                   | Manfred Schumann (USC Mainz)                | 14,12 / +2,1               |                           |                      | Frank Siebeck (SC DHfK Leipzig)            |          |
| 1973 | Berlin                     | 22. Juli                   | Eckart Berkes (TV Wattenscheid 01)          | 13,97 / +1,7               |                           |                      | Frank Siebeck (SC DHfK Leipzig)            |          |
| 1972 | München                    | 23. Juli                   | Günther Nickel (TSV Bayer 04 Leverkusen)    | 13,67                      |                           |                      | Frank Siebeck (SC Leipzig)                 |          |
| 1971 | Stuttgart                  | 10. Juli                   | Manfred Schumann (TSV Bayer 04 Leverkusen)  | 13,9                       |                           |                      | Frank Siebeck (SC Leipzig)                 |          |
| 1970 | Berlin                     | 8. August                  | Günther Nickel (TSV Bayer 04 Leverkusen)    | 13,7                       |                           |                      | Frank Siebeck (SC Leipzig)                 |          |
| 1969 | Düsseldorf                 | 16. August                 | Günther Nickel (TSV Bayer 04 Leverkusen)    | 14,0                       |                           |                      | Raimund Bethge (ASK Vorwärts Potsdam)      |          |
| 1968 | Berlin                     | 17. August                 | Hinrich John (Hannover 96)                  | 13,9                       |                           |                      | Richard Stotz (ASK Vorwärts Potsdam)       |          |
| 1967 | Stuttgart                  | 5. August                  | Hinrich John (Hannover 96)                  | 13,8                       |                           |                      | Richard Stotz (ASK Vorwärts Potsdam)       |          |
| 1966 | Hannover                   | 6. August                  | Hinrich John (Hannover 96)                  | 14,1                       |                           |                      | Richard Stotz (ASK Vorwärts Potsdam)       |          |
| 1965 | Duisburg                   | 7. August                  | Hinrich John (Hannover 96)                  | 14,4                       |                           |                      | Christian Voigt (SC Dynamo Berlin)         |          |
| 1964 | Berlin                     | 8. August                  | Hinrich John (Hannover 96)                  | 14,3                       |                           |                      | Christian Voigt (SC Dynamo Berlin)         |          |
| 1963 | Augsburg                   | 10. August                 | Klaus Willimczik (USC Mainz)                | 14,1                       |                           |                      | Hans-Werner Regenbrecht (SC Dynamo Berlin) |          |
| 1962 | Hamburg                    | 28. Juli                   | Klaus Nüske (ASV Berlin)                    | 14,3                       |                           |                      | Hans-Werner Regenbrecht (SC Dynamo Berlin) |          |
| 1961 | Düsseldorf                 | 29. Juli                   | Klaus Willimczik (TSV Bayer 04 Leverkusen)  | 14,4                       |                           |                      | Herbert Widera (SC Lok Leipzig)            |          |
| 1960 | Berlin                     | 23. Juli                   | Martin Lauer (ASV Köln)                     | 13,8                       |                           |                      | Hans Reimers (Einheit Prenzlau)            |          |
| 1959 | Stuttgart                  | 25. Juli                   | Martin Lauer (ASV Köln)                     | 14,0                       |                           |                      | Horst Hübner (SC DHfK Leipzig)             |          |
| 1958 | Hannover                   | 19. Juli                   | Martin Lauer (ASV Köln)                     | 13,7                       |                           |                      | Hans Reimers (ASK Vorwärts Berlin)         |          |
| 1957 | Düsseldorf                 | 17. August                 | Martin Lauer (ASV Köln)                     | 14,2                       |                           |                      | Horst Hübner (SC DHfK Leipzig)             |          |
| 1956 | Berlin                     | 18. August                 | Martin Lauer (ASV Köln)                     | 14,3                       |                           |                      | Hans Reimers (Einheit Prenzlau)            |          |
| 1955 | Frankfurt am Main          | 6. August                  | Bert Steines (TuS Rot-Weiß Koblenz)         | 14,7                       |                           |                      | Eberhard Schenk (Einheit Prenzlau)         |          |
| 1954 | Hamburg                    | 7. August                  | Bert Steines (TuS Rot-Weiß Koblenz)         | 15,1                       |                           |                      | Gerhard Schmolinsky (Motor Zeiss Jena)     |          |
| 1953 | Augsburg                   | 26. Juli                   | Wolfgang Troßbach (Berliner SC)             | 15,2                       |                           |                      | Gerhard Schmolinsky (Motor Zeiss Jena)     |          |
| 1952 | Berlin                     | 29. Juni                   | Wolfgang Troßbach (Berliner SC)             | 14,7                       |                           |                      | Gerhard Schmolinsky (Motor Nord Erfurt)    |          |
| 1951 | Düsseldorf                 | 29. Juli                   | Wolfgang Troßbach (Berliner SC)             | 15,0                       |                           |                      | Heinz Stephan (Chemie Jena)                |          |
| 1950 | Stuttgart                  | 6. August                  | Hans Zepernick (Blau-Weiß Osnabrück)        | 14,8                       |                           |                      | Heinz Stephan (Chemie Jena)                |          |
| 1949 | Bremen                     | 7. August                  | Hans Zepernick (Blau-Weiß Osnabrück)        | 15,5                       |                           |                      | Heinz Stephan (SV Schott Jena)             |          |
| 1948 | Nürnberg                   | 15. August                 | Ernst Becker (Werder Bremen)                | 15,0                       |                           |                      | Herbst (Jena)                              |          |

## Deutsche Meister 1903 bis 1947 (DLV)
| Jahr | Ort                                                         | Datum                                                       | Athlet                                                      | Zeit [s]                                                    |
| ---- | ----------------------------------------------------------- | ----------------------------------------------------------- | ----------------------------------------------------------- | ----------------------------------------------------------- |
| 1947 | Köln                                                        | 10. August                                                  | Hans Zepernick (Osnabrücker TV)                             | 15,1                                                        |
| 1946 | Frankfurt am Main                                           | 25. August                                                  | Hans Zepernick (Osnabrücker TV)                             | 15,6                                                        |
| 1945 | kriegsbedingt keine Deutschen Leichtathletikmeisterschaften | kriegsbedingt keine Deutschen Leichtathletikmeisterschaften | kriegsbedingt keine Deutschen Leichtathletikmeisterschaften | kriegsbedingt keine Deutschen Leichtathletikmeisterschaften |
| 1944 | kriegsbedingt keine Deutschen Leichtathletikmeisterschaften | kriegsbedingt keine Deutschen Leichtathletikmeisterschaften | kriegsbedingt keine Deutschen Leichtathletikmeisterschaften | kriegsbedingt keine Deutschen Leichtathletikmeisterschaften |
| 1943 | Berlin                                                      | 26. Juli                                                    | Hans Zepernick (Post-SG Kiel)                               | 15,3                                                        |
| 1942 | Berlin                                                      | 25. Juli                                                    | Hans Zepernick (Berliner SC)                                | 14,8                                                        |
| 1941 | Berlin                                                      | 20. Juli                                                    | Hans Zepernick (Berliner SC)                                | 15,3                                                        |
| 1940 | Berlin                                                      | 11. August                                                  | Ernst Becker (Berliner SC)                                  | 15,4                                                        |
| 1939 | Berlin                                                      | 9. Juli                                                     | Karl Kumpmann (DSC Hagen)                                   | 14,7                                                        |
| 1938 | Breslau                                                     | 29. Juli                                                    | Karl Kumpmann (ASV Köln)                                    | 15,0                                                        |
| 1937 | Berlin                                                      | 25. Juli                                                    | Erwin Wegner (Sport-Gemeinschaft Berlin)                    | 15,1                                                        |
| 1936 | Berlin                                                      | 11. Juli                                                    | Willi Welscher (Eintracht Frankfurt)                        | 15,2                                                        |
| 1935 | Berlin                                                      | 4. August                                                   | Erwin Wegner (TSV Schöneberg Berlin)                        | 14,6                                                        |
| 1934 | Nürnberg                                                    | 27. Juli                                                    | Willi Welscher (Eintracht Frankfurt)                        | 15,0                                                        |
| 1933 | Köln                                                        | 13. August                                                  | Erwin Wegner (TSV Schöneberg Berlin)                        | 14,8                                                        |
| 1932 | Hannover                                                    | 3. Juli                                                     | Erwin Wegner (TSV Schöneberg Berlin)                        | 14,8                                                        |
| 1931 | Berlin                                                      | 1. August                                                   | Ferdinand Beschetznick (DSC Berlin)                         | 15,0                                                        |
| 1930 | Magdeburg                                                   | 3. August                                                   | Willi Welscher (Eintracht Frankfurt)                        | 15,0                                                        |
| 1929 | Breslau                                                     | 21. Juli                                                    | Willi Welscher (Eintracht Frankfurt)                        | 15,0                                                        |
| 1928 | Düsseldorf                                                  | 15. Juli                                                    | Hans Steinhardt (Karlsruher FC Phönix)                      | 15,0                                                        |
| 1927 | Berlin                                                      | 16. Juli                                                    | Hans Steinhardt (Karlsruher FC Phönix)                      | 15,4                                                        |
| 1926 | Leipzig                                                     | 7. August                                                   | Heinrich Troßbach (Berliner SC)                             | 15,3                                                        |
| 1925 | Berlin                                                      | 89. August                                                  | Heinrich Troßbach (Berliner SC)                             | 14,9 (DR)                                                   |
| 1924 | Stettin                                                     | 10. August                                                  | Fritz Gundel (DSC Berlin)                                   | 16,2                                                        |
| 1923 | Frankfurt am Main                                           | 19. August                                                  | Heinrich Troßbach (Eintracht Frankfurt)                     | 15,7                                                        |
| 1922 | Duisburg                                                    | 20. August                                                  | Heinrich Troßbach (Eintracht Frankfurt)                     | 15,3 (DR)                                                   |
| 1921 | Hamburg                                                     | 21. August                                                  | Karl Peter Gillmann (TSV Sendling)                          | 16,4                                                        |
| 1920 | Dresden                                                     | 15. August                                                  | Rudolf Kämmerer (Berliner Turnerschaft)                     | 16,7                                                        |
| 1919 | Nürnberg                                                    | 24. August                                                  | Otto Röhr (Dortmunder SC 95)                                | 16,4                                                        |
| 1918 | Berlin                                                      | 25. August                                                  | Reinhard Wegner (VfL Charlottenburg)                        | 16,8                                                        |
| 1917 | Berlin                                                      | 5. August                                                   | Reinhard Wegner (VfL Charlottenburg)                        | 17,4                                                        |
| 1916 | Leipzig                                                     | 27. August                                                  | Reinhard Wegner (VfL Charlottenburg)                        | 18,0                                                        |
| 1915 | Berlin                                                      | 19. September                                               | Otto Röhr (SC Charlottenburg)                               | 18,2                                                        |
| 1914 | kriegsbedingt keine Deutschen Leichtathletikmeisterschaften | kriegsbedingt keine Deutschen Leichtathletikmeisterschaften | kriegsbedingt keine Deutschen Leichtathletikmeisterschaften | kriegsbedingt keine Deutschen Leichtathletikmeisterschaften |
| 1913 | Breslau                                                     | 17. August                                                  | Walter Martin (VfB Leipzig)                                 | 16,1                                                        |
| 1912 | Duisburg                                                    | 18. August                                                  | Walter Martin (Leipziger BC)                                | 15,8                                                        |
| 1911 | Dresden                                                     | 20. August                                                  | Richard Rau (SC Charlottenburg)                             | 16,6                                                        |
| 1910 | Frankfurt am Main                                           | 28. August                                                  | Arthur Schmidt (SC Westen 05 Berlin)                        | 17,0                                                        |
| 1909 | Frankfurt am Main                                           | 29. August                                                  | Adolf Speck (Karlsruher FV)                                 | 17,0                                                        |
| 1908 | Berlin                                                      | 16. August                                                  | Karl Weitling (Berliner SC)                                 | 18,4                                                        |
| 1907 | Breslau                                                     | 18. August                                                  | Vincenz Duncker (Dresdner SC)                               | 16,0                                                        |
| 1906 | Hannover                                                    | 2. September                                                | Vincenz Duncker (Mittweidaer BC)                            | 19,8                                                        |
| 1905 | Leipzig                                                     | 23. Juli                                                    | Vincenz Duncker (Mittweidaer BC)                            | 16,2                                                        |
| 1904 | München                                                     | 10. Juli                                                    | Otto Reissner (MTV München)                                 | 16,5                                                        |
| 1903 | Frankfurt am Main                                           | 23. August                                                  | Otto Reissner (MTV München)                                 | 17,0                                                        |